# Thermen van Agrippa
De Thermen van Agrippa (Latijn:Thermae Agrippae) was een openbaar thermencomplex in het oude Rome.

## Geschiedenis
De Thermen van Agrippa was het eerste grote keizerlijke badhuis in de stad. Het complex werd gebouwd door Marcus Agrippa, vriend en rechterhand van keizer Augustus. Agrippa bouwde tussen 27 en zijn dood in 12 v.Chr. een aantal publieke gebouwen op een stuk land op het Marsveld dat in zijn bezit was. Dit waren het Pantheon, de Basilica van Neptunus, het Stagnum Agrippae (een kunstmatig meer), het badhuis en de Porticus van Vipsania.
Volgens de Romeinse historicus Cassius Dio begon Agrippa in 25 v.Chr. met de bouw van een laconicum, een heet zweetbad, dat bij het complex van het Pantheon hoorde. Dit was echter pas het begin; Agrippa liet speciaal voor zijn badhuis het Aqua Virgo-aquaduct bouwen, dat na de voltooiing in 19 v.Chr. de thermen van stromend water voorzag. In de jaren daarna werden de thermen helemaal voltooid. In de eerste jaren was het een privé-badhuis voor Agrippa, maar na zijn dood in 12 v.Chr. liet hij het na aan de Romeinse bevolking, zodat de burgers er gratis gebruik van konden maken.
Het badhuis werd bij de grote brand van 80 verwoest, maar Domitianus liet het herbouwen. Latere restauraties en herbouw werden uitgevoerd door Hadrianus (2e eeuw) en onder Constantius II en Constans I (344-345).

## Het gebouw
Het grondplan van het gebouw is deels bekend doordat het staat afgebeeld op een bewaard gebleven fragment van de Forma Urbis Romae, de marmeren stadskaart uit het begin van de 3e eeuw. Daarnaast hebben de 16e-eeuwse architecten Andrea Palladio en Baldassare Peruzzi een aantal tekeningen gemaakt van inmiddels verdwenen restanten van het badhuis.
Bij de thermen werden belangrijke kunstschatten verzameld. De belangrijkste was de Apoxyomenos, een beeld van een jonge atleet, die met een schraper het zweet van zijn arm verwijdert. Het bronzen beeld was gemaakt door de beroemde Griekse beeldhouwer Lysippus en stond voor de ingang van het complex. Een ander bekend kunstwerk was een fontein in de vorm van een grote bronzen pijnappel, die bewaard is gebleven en tegenwoordig op de binnenplaats van de Vaticaanse musea staat.

## Restanten
Een deel van de grote ronde centrale ruimte is bewaard gebleven en nog te zien op de Via Arco della Ciambella. De halve cirkel heeft een diameter van ongeveer 25 meter en stamt van de herbouw van de thermen in de 4e eeuw.

## Afbeeldingen

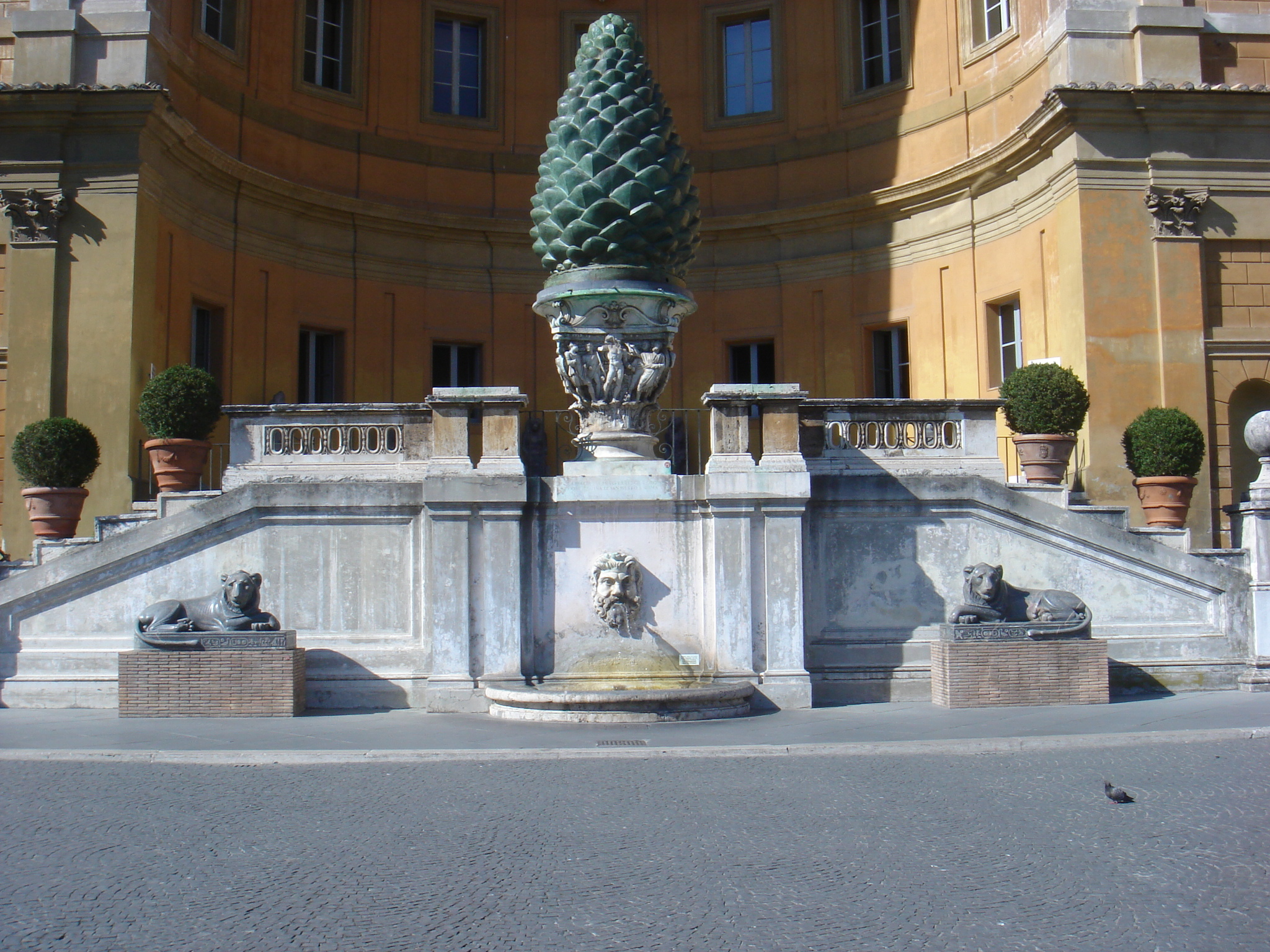
De pijnappelfontein in de Vaticaanse musea
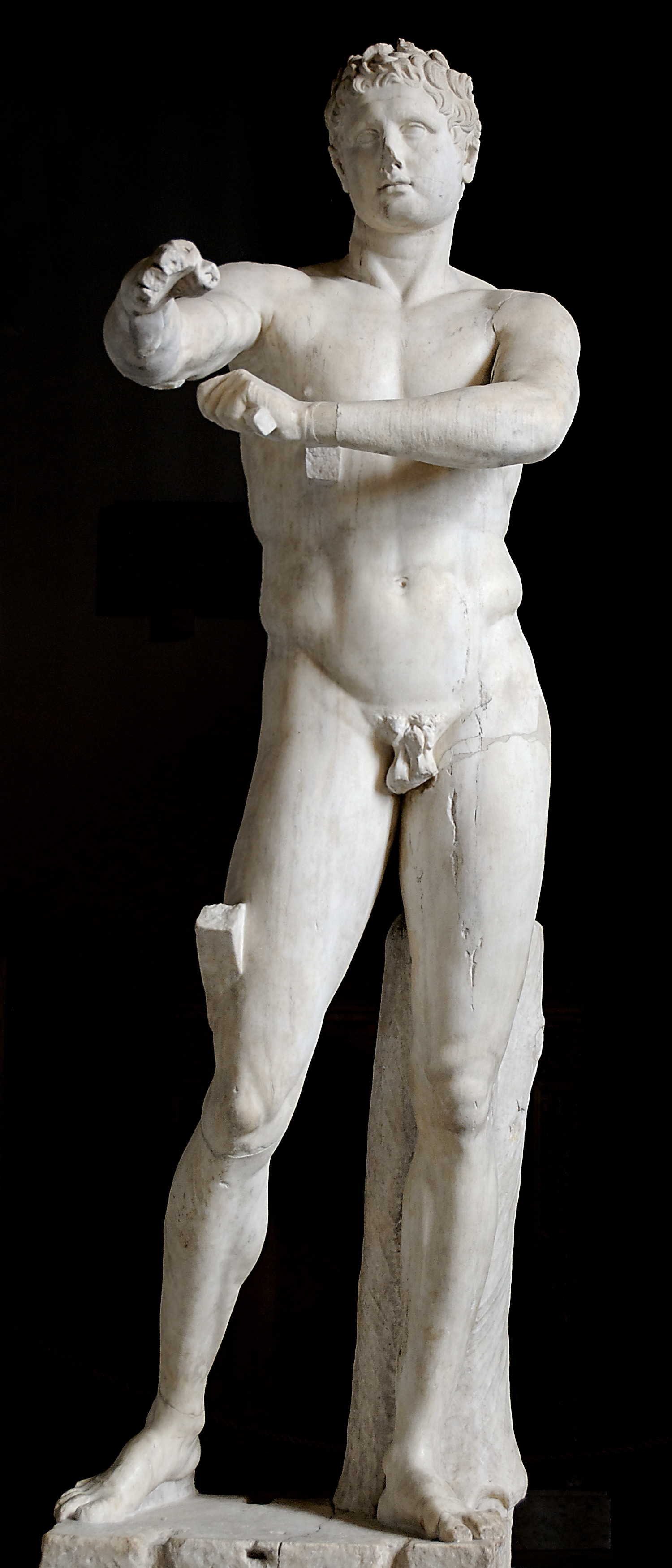
Een 1e-eeuwse kopie van de Apoxyomenos